# Casona de Palavé
La Casona de Palavé o Casa Grande de Palavé es una casona de época española de la capitanía general de Santo Domingo situada en Santo Domingo, República Dominicana. 

## Historia
Situada en una colina en la orilla este del río Haina, se trató de una residencia cuyo origen se remonta al siglo XVI. El edificio actual data del siglo XVIII como parte de la hacienda San José para la producción de azúcar de caña y cacao. Su nombre deriva del francés Palais Belle dado en el siglo XIX, influenciado por el exilio de los ciudadanos franceses tras la revolución haitiana y la era Francia dominicana.
Este sitio fue añadido a la Lista Indicativa del Patrimonio Mundial de la UNESCO el 21 de noviembre de 2001 en la categoría Cultural como parte del patrimonio ligado a los ingenios azucareros de República Dominicana.
Actualmente la casa se encuentra en estado ruinoso, habiendo perdido las cubiertas y expuesta al expolio.